# Công Thủ Đạo (phim)
Công Thủ Đạo (tiếng Trung: 功守道, tiếng Anh: Gong Shou Dao hay On That Night... While We Dream) là một bộ phim ngắn thuộc thể loại võ thuật do Trung Quốc sản xuất và công chiếu năm 2017. Bộ phim do Văn Chương viết kịch bản và đạo diễn, với sự tham gia diễn xuất của tỷ phú Mã Vân cùng các dàn sao nổi tiếng gồm Tony Jaa, Hướng Tá, Trâu Thị Minh, Natasha Liu Bordizzo, Ngô Kinh, Asashōryū Akinori, Chân Tử Đan và Lý Liên Kiệt. 
Bộ phim chính thức công chiếu trên nền tảng website Youku từ ngày 11 tháng 11 năm 2017.

## Nội dung
Một ngày kia, Mã sư phụ đi ngang qua một góc phố và tình cờ nhìn thấy một tấm biển mang tên Phái Hoa Sơn. Từ đây, ông đã bắt đầu cuộc hành trình về màn tỷ thí giữa ông với các sư phụ khác, đa phần là những ngôi sao võ thuật nổi tiếng.

## Diễn viên
- Mã Vân trong vai Mã sư phụ
- Lý Liên Kiệt trong vai lão Lý
- Chân Tử Đan trong vai Chân
- Ngô Kinh trong vai Kinh
- Tony Jaa trong vai Jaa
- Hướng Tá trong vai Tá
- Asashōryū Akinori trong vai Long
- Trâu Thị Minh trong vai Trâu
- Natasha Liu Bordizzo trong vai Vũ
- Đồng Đại Vi trong vai cảnh sát Đồng
- Huỳnh Hiểu Minh trong vai cảnh sát Minh
- Lý Thần trong vai cảnh sát Thần
- Thiệu Hiểu Phong trong vai thanh tra

## Sản xuất
Để giúp Mã Vân thông thạo võ thuật, tổ làm phim đã mời ba ngôi sao võ thuật là Viên Hòa Bình, Trình Tiểu Đông và Hồng Kim Bảo làm cố vấn võ thuật cho ông. Đây là bộ phim đầu tay của tỷ phú Mã Vân với tư cách là một diễn viên. Cốc Hiên Chiêu được chọn là người chỉ đạo võ thuật cho bộ phim.
Theo chia sẻ của Lý Liên Kiệt, ý tưởng cho bộ phim này xuất phát từ năm 2011, khi ông và Mã Vân mong muốn chia sẻ và quảng bá văn hóa Thái cực quyền cho toàn thế giới. Dự án chính thức bật đèn xanh sau 6 năm phát triển, và các diễn viên tham gia trong phim đều nhận vai mà không cần lấy thù lao.

## Nhạc phim
Ca khúc chủ đề cho bộ phim có tựa là Phong Thanh Dương, do Mã Vân và Vương Phi thể hiện. Tựa đề của ca khúc được bắt nguồn từ một nhân vật võ thuật nổi tiếng trong tác phẩm võ hiệp của nhà văn Kim Dung - Tiếu ngạo giang hồ.
| STT | Nhan đề             | Phổ lời  | Phổ nhạc      | Ca sĩ            | Thời lượng |
| --- | ------------------- | -------- | ------------- | ---------------- | ---------- |
| 0.  | "Phong Thanh Dương" | Doãn Ước | Cao Hiểu Tông | Mã Vân Vương Phi | 3:46       |

## Phát hành
Ngày 28 tháng 10 năm 2017, Mã Vân đã phát hành một áp phích trên trang Sina Weibo của mình. Bộ phim được phát hành tại Trung Quốc vào ngày 11 tháng 11 năm 2017 và theo thống kê từ Alibaba Group, bộ phim đã được xem trực tuyến 170 triệu lần trong vài tháng.

## Tiếp nhận
Sau buổi công chiếu, bộ phim đã tạo nên một làn sóng phản ứng trái chiều từ phía khán giả. 